# Fédération royale espagnole d'athlétisme
Pour les articles homonymes, voir RFEA.
La Fédération royale espagnole d'athlétisme (en espagnol : Real Federación Española de Atletismo, RFEA) est la fédération nationale d'athlétisme en Espagne fondée en 1918 et affiliée à l'IAAF depuis 1920.

## Présentation
Si sa première tentative d'organisation interfédérale peut être faite considérée comme remontant à 1917, année où sont organisés les premiers championnats d'Espagne, ce n'est que le 27 mars 1920 que se réunissent à Bilbao une assemblée des fédérations d'athlétisme espagnoles avec pour but de créer une Federación Atlética Española : un conseil provisoire est institué, présidé par le Sr Laffitte.
Son président actuel est José María Odriozola.